# Discovery Records

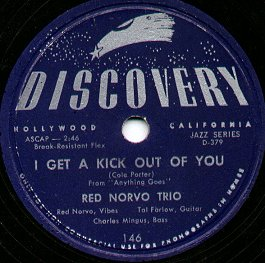
Plaat van Red Norvo, eind jaren veertig uitgebracht door Discovery Records

Discovery Records was een Amerikaans platenlabel, dat bekend was door zijn jazz-platen. Het label werd in 1948 opgericht door jazzkenner en promotor Albert Marx en was gevestigd in Hollywood, Californië.
Marx had eerder in 1945 in New York het platenlabel Guild opgericht en hiervoor bijvoorbeeld opnames gemaakt van Dizzy Gillespie en Charlie Parker. Na de ondergang van dit label, schafte hij het label Musicraft Records aan en maakte hier een echt jazzlabel van. Zo nam Mel Tormé in 1946 voor het label op. In 1948 richtte Marx in New York Discovery Records op, waarop onder meer platen van Roy Eldridge, Zoot Sims, Don Byas, Gil Fuller, Hampton Hawes, Art Pepper en Red Norvo uitkwamen. Ook kwam het met werk van Europese musici. In de jaren vijftig ging het label zich ook richten op de rhythm & blues, met platen van bijvoorbeeld Helen Humes en Claude Maxwell. Verder bracht het opnames van Musicraft en Trend Records opnieuw uit. Het label was actief tot in de jaren tachtig, toen bijvoorbeeld albums op de markt kwamen van Joe Pass, Eugenio Toussaint en Gordon Brisker.
Na Marx' overlijden werden de drie labels in 1991 verkocht aan Jac Holzman, de oprichter van Elektra Records en Nonesuch Records. In 1993 werd het eigendom van de Warner Music Group en in 1996 werd het onderdeel van Sire Records, een dochter van de Warner Music Group.